# Antoine Debons
Antoine Debons (Martigny, 17 februari 1998) is een Zwitsers wielrenner die in 2024 prof werd bij Team Corratec-Vini Fantini.

## Carrière
In 2019 won Debons, samen met zijn ploeggenoten van de Zwitserse nationale selectie, de ploegentijdrit in de Ronde van de Toekomst. Drie jaar later nam hij, wederom namens een Zwitserse selectie, deel aan de Ronde van Romandië. In de tweede etappe maakte hij deel uit van de vroege vlucht.
In juni 2023 werd Debons, achter Marc Hirschi, tweede op het nationale kampioenschap. Een jaar later werd hij prof bij Team Corratec-Vini Fantini, nadat hij eind 2023 al stage had gelopen bij de ploeg. Zijn eerste wedstrijdkilometers dat seizoen maakte hij in de Ronde van de Provence.

## Overwinningen
2019
2e etappe Ronde van de Toekomst (ploegentijdrit)
2024
Bergklassement Ronde van Taiwan

## Ploegen
- 2019 –  IAM Excelsior
- 2020 –  Akros-Excelsior-Thömus
- 2021 –  Team Vorarlberg (vanaf 15 april)
- 2023 –  Team Corratec-Selle Italia (stagiair vanaf 1 augustus)
- 2024 –  Team Corratec-Vini Fantini

Amella · Baldaccini · Barać · Conti · Dalla Valle · Gandin · Iacchi · Konychev · Masotto · Murgano · Olivero · Ponomar (vanaf 10/8) · Quarterman · Quartucci · Stojnić · Stöckli · Tivani · Vacek · van Empel · Viviani · Zambelli · Darbellay (stagiair) · Debons (stagiair) · Tsarenko (stagiair)
Amella · Baldaccini · Balmer (vanaf 14/5) · Bonifazio · Conti · Darbellay · Debons · González (vanaf 31/3) · Iacchi · Mareczko · Masotto · Monaco · Murgano · Olivero · Padoen · Ponomar · Samudio (vanaf 1/8) · Quartucci · Sbaragli · Stewart · Stöckli · Tsarenko · van Empel · Viviani · Zambelli · Bögli (stagiair) · Parravano (stagiair) · Tissières (stagiair)